# Джерела плазми
Джере́ла пла́зми — пристрої, призначені для створення плазми. Створення плазми вимагає щонайменше часткової йонізації нейтральних атомів та/або молекул середовища. У техніці, як правило, для створення плазми використовують ті чи інші види газового розряду.

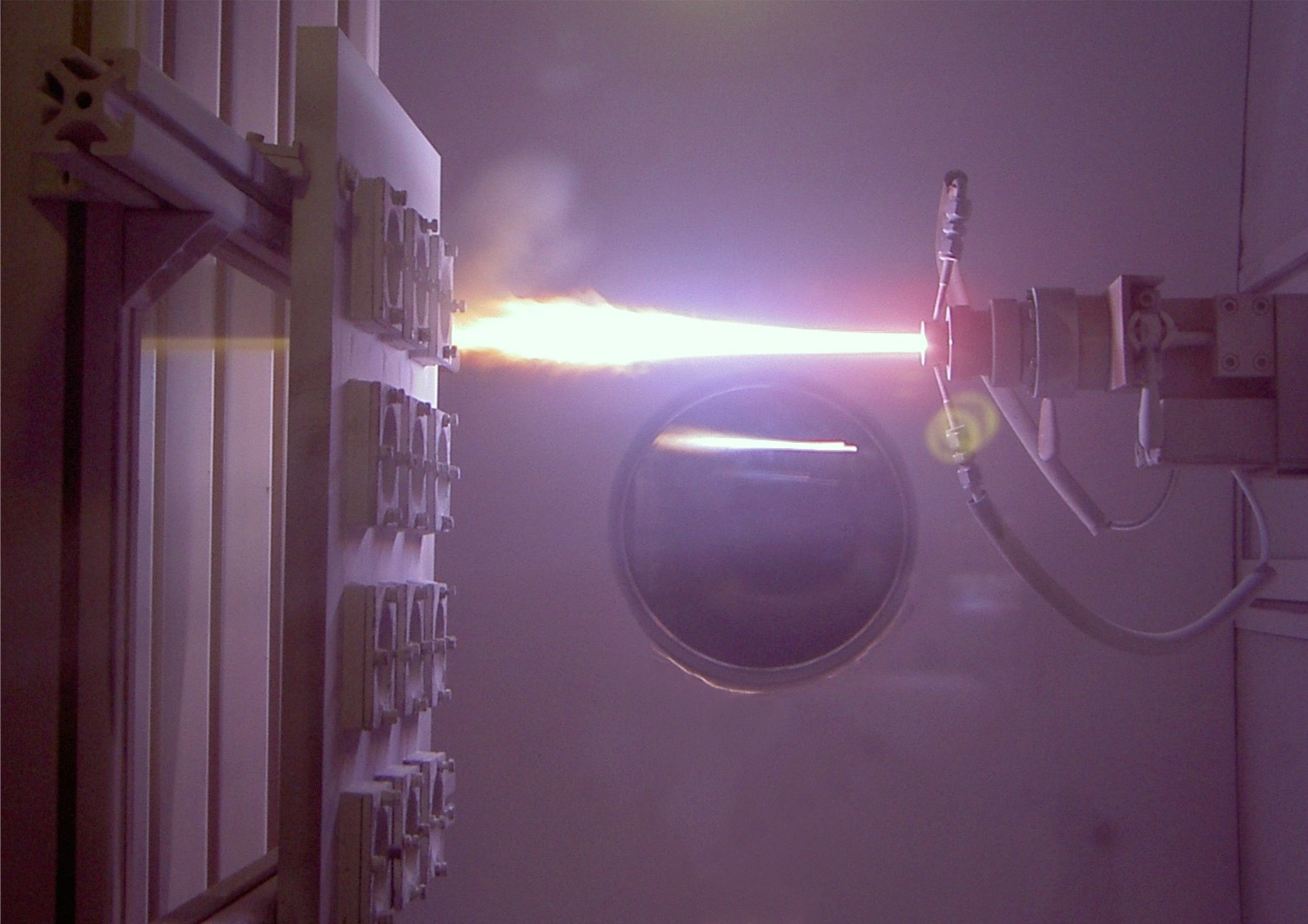
Плазмотрон високого тиску

Джерела плазми високого (від 1000 Па до атмосферного і, рідко, вище) тиску називають плазмотронами або плазмовими пальниками. У них, як правило, плазма утворюється в спеціальній розрядній камері, крізь яку продувається плазмотвірний газ. Найчастіше використовують дуговий або індукційний розряд. Для невеликих потужностей (до декількох кВт) поширені також НВЧ плазмотрони.

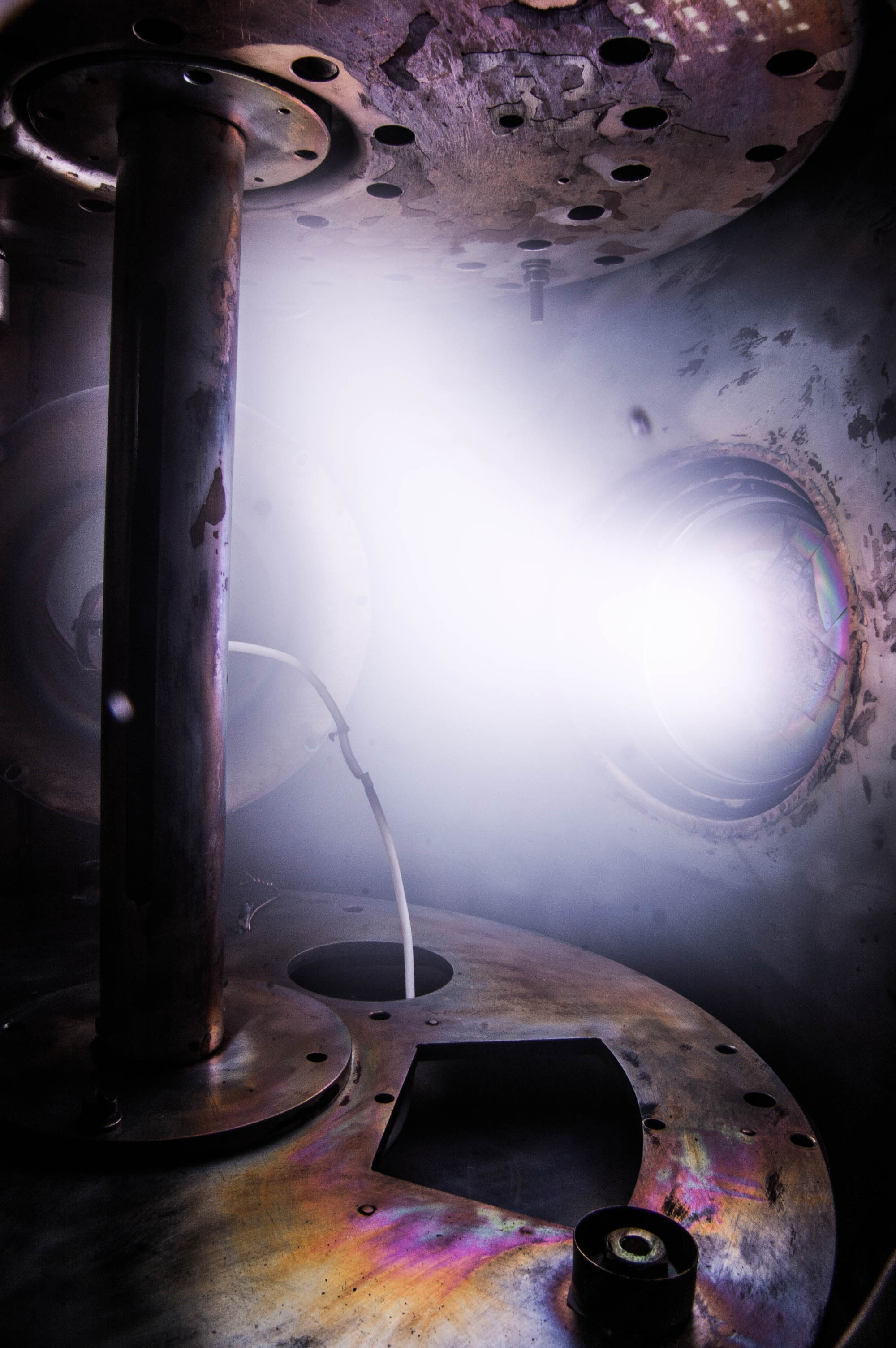
Високочастотне джерело плазми за низького тиску (менше 1 Па)

Джерела плазми для низьких тисків не мають загальної назви і класифікуються за принципом дії:
- Дугові:
  - з холодним катодом;
  - з розжареним катодом;
  - двоступеневий;
- На основі пучково-плазмового розряду, зокрема, з порожнистий катод;
- Індуктивно-зв'язані:
  - з котушкою у формі соленоїда;
  - з плоскою котушкою;
  - на основі геліконового розряду
- Ємнісно-зв'язані[en]
- На основі надвисокочастотного розряду, зокрема з використанням:
  - електронного циклотронного резонансу;
  - розряду на поверхневій хвилі;
- На основі розряду в схрещених полях:
  - джерела Голла;
  - джерела з анодним шаром.

Джерела плазми мають безліч застосувань, зокрема як джерела світла і для плазмового оброблення матеріалів.